# 三ツ池 (豊郷町)
三ツ池（みついけ）は、滋賀県犬上郡豊郷町の大字。

## 地理
北から東は安食南、南は大町、西は彦根市安食中町に隣接している。

## 小字
小字は以下の通り。
- 向台（むかいたい）
- 西ヶ瀬（にしがせ）（長池）
- 地蔵（ちさう）
- 大溝（ををみぞ）
- 二ッ池（ふたついけ）（大沢）
- 椿原（つばきわら）
- 上り池（のほりいけ）
- 野上（のかみ）

## 歴史
1874年（明治7年）から1889年（明治22年）までは三ッ池村である。明治7年安食南村から分かれて成立。同18年連合戸長制では四十九院ほか7か村に属し、同22年犬上郡豊郷村の大字となる。明治13年頃の戸数28・人口320。田13町6反・畑6反6畝、米産351石（物産誌）。

### 年表
- 1874年（明治7年） - 安食南村から分かれて三ッ池村成立[7][6]。
- 1889年（明治22年）4月1日 - 町村制施行し、安食西村、安食南村、三ツ池村、四十九院村、石畑村、八目村、雨降野村、八町村が合併し犬上郡豊郷村が発足。豊郷村大字三ッ池となる。
- 1971年（昭和46年）2月11日 - 豊郷村が町制施行して豊郷町となる。豊郷町三ッ池となる。

## 世帯数と人口
2015年（平成27年）10月1日現在の世帯数と人口（国勢調査調べ）は以下の通りである。
| 大字   | 世帯数  | 人口  |
| ------ | ------- | ----- |
| 三ツ池 | 204世帯 | 483人 |

### 人口の変遷
国勢調査による人口の推移。
| 1995年（平成7年）  | 598人 | [ 8 ]  |  |
| 2000年（平成12年） | 582人 | [ 9 ]  |  |
| 2005年（平成17年） | 582人 | [ 10 ] |  |
| 2010年（平成22年） | 499人 | [ 11 ] |  |
| 2015年（平成27年） | 483人 | [ 2 ]  |  |

### 世帯数の変遷
国勢調査による世帯数の推移。
| 1995年（平成7年）  | 203世帯 | [ 8 ]  |  |
| 2000年（平成12年） | 203世帯 | [ 9 ]  |  |
| 2005年（平成17年） | 203世帯 | [ 10 ] |  |
| 2010年（平成22年） | 199世帯 | [ 11 ] |  |
| 2015年（平成27年） | 204世帯 | [ 2 ]  |  |

## 小・中学校の学区
市立小・中学校に通う場合、学区は以下の通りとなる。
| 地域 | 小学校     | 中学校     |
| ---- | ---------- | ---------- |
| 全域 | 豊郷小学校 | 豊日中学校 |

## 施設
- 三ツ池公民館
- 三ツ池児童館
- 崇德保育園
- 一乗寺

## その他

### 日本郵便
- 郵便番号 : 529-1177[3]（集配局：豊郷郵便局[12]）。